# 秋元里奈
秋元 里奈（あきもと りな、1991年1月21日 - ）は、日本の起業家。株式会社ビビッドガーデン代表取締役社長。
神奈川県相模原市の農家に生まれる（中学校へ進学した頃に廃業した）。3歳のときに父を病気で亡くし、母と父方の祖父、双子の弟の4人で暮らしていた。
相模原市立大野北小学校、相模原市立大野北中学校、神奈川県立相模原高等学校を経て、2013年3月に慶應義塾大学理工学部管理工学科を卒業。同年4月、ディー・エヌ・エーに入社。Webサービスのディレクター、営業チームリーダー、新規事業の立ち上げ、スマートフォンアプリのマーケティング責任者などを経験。
第一次産業の課題に直面したことをきっかけに、2016年11月、農業支援ベンチャー「ビビッドガーデン」創業。2017年5月、農業の流通における課題を解決する「食べチョク」開始（ウェブ版のファーマーズマーケット）。
農林水産省 地理的表示登録に係る学識経験者委員会、内閣府 規制改革推進会議 などの委員、キユーピー株式会社 経営アドバイザリーボード 社外委員、アスクル株式会社 社外取締役 なども務める。
メディアにおいてはTBS Nスタ 水曜コメンテーター、日本テレビ系列（読売テレビ） ウェークアップ パートナー としてレギュラー出演。

## 経歴

### 略歴
- 2013年
  - 3月 慶應義塾大学理工学部 管理工学科 卒業
  - 4月 株式会社ディー・エヌ・エー 入社
- 2016年
  - 10月 株式会社ディー・エヌ・エー 退職
  - 11月 株式会社ビビッドガーデン 創業[4][5][6]。代表取締役社長 就任
- 2024年
  - 8月 アスクル株式会社 社外取締役 就任

### 委員・理事など
- 2022年2月 経済同友会 未来選択会議 準備会合メンバー
- 2023年2月 農林水産省 地理的表示登録に係る学識経験者委員会委員
- 2023年10月 福岡市 農林業振興審議会 委員
- 2023年10月 内閣府 規制改革推進会議 専門委員（地域産業活性化ワーキンググループ）
- 2023年12月 キユーピー株式会社 経営アドバイザリーボード 社外委員
- 2024年4月 世界経済フォーラム ヤング・グローバル・リーダーズ（YGL）2024 選出
- 2024年12月 BS-TBS 番組審議会 委員
- 2024年1月 農林水産省 農山漁村における社会的インパクトに関する検討会 委員

## 受賞・選出
- 2017年11月18日、青山スタートアップアクセラレーションセンター（ASAC）第4期デモデイ、オーディエンス賞[14][15][16]。
- 2018年4月11日、第4回日本ネット経済新聞賞[17]。
- 2019年3月26日、KDDI ∞ Labo「MUGENLABO DAY 2019」食べチョク　オーディエンス賞[18]。
- 2019年8月21日、マイナビ農業アワード2019、団体の部　優秀賞[19]。
- 2019年8月28日、Forbes 30 UNDER 30 JAPAN 2019　“日本を代表し世界を変えていく30歳未満の30人”に選出[20]。
- 2020年4月20日、Forbes 30 Under 30 Asia 2020　コンシューマーテクノロジー部門、“アジアを代表する30歳未満の30人”に選出[21]。
- 2020年12月、第8回Webグランプリ Web人部門　Web人賞。
- 2021年3月、第3回WOMAN’s VALUE AWARD 個人部門受賞。
- 2021年4月、PERSOL Work-Style AWARD 2021、ふるさと貢献部門受賞。
- 2021年12月、慶應義塾大学理工学部、矢上賞。
- 2022年12月、第22回 Japan Venture Awards、中小企業庁長官賞。
- 2023年7月、第37回JCI JAPAN TOYP 2023（青年版国民栄誉賞）グランプリ、内閣総理大臣奨励賞、総務大臣賞、協賛企業奨励賞[22]。
- 2024年4月、世界経済フォーラム ヤング・グローバル・リーダーズ（YGL）2024 選出。

## 出演
- 日テレNEWS24[23]
- セブンルール
  - #117 450軒以上の生産者が集う野菜・肉・魚の直売サイト / 秋元里奈[24]（2019年9月24日、関西テレビ・フジテレビ系列）[25]
  - #242 コロナ禍で人生変わった7人のルールSP…挑戦続ける女性たち（2021年4月12日、フジテレビ系列）[26]
- 特命!池上ベンチャーズ[27]（テレビ東京）
- シューイチ（日本テレビ）
- バゲット（日本テレビ・中京テレビ）
- がっちりマンデー!!（TBS）
- Nスタ[28]（TBS）※2020年9月より水曜日レギュラーコメンテーターとして出演
- サンデーニュース Bizスクエア[29]（BS-TBS）
- クローズアップ現代＋[30]（NHK）
- スッキリ（日本テレビ）※2020年12月よりコメンテーターとして不定期出演
- ビートたけしのTVタックル（テレビ朝日）
- まるっと!サタデー（TBS）
- 日経スペシャル カンブリア宮殿 「食べチョク」急成長の秘密（2021年5月13日、テレビ東京）- 食べチョク代表 秋元里奈出演[31]
- ドデスカ!（メ～テレ）
- ウェークアップ（読売テレビ）※2024年4月よりパートナーとして出演

## 著書
- 『365日 #Tシャツ起業家 「食べチョク」で食を豊かにする農家の娘』（2021年2月18日、KADOKAWA）ISBN 9784046801722